# إيبكلوروهيدرين
إيبكلوروهيدرين أو ايبيكلورادين  (Epichlorohydrin)،  مختصر (ECH) هو مركب من المركبات العضوية الكلورية والإيبوكسيد. على الرغم من اسمه، فهو ليس هالوهيدرين. إنه سائل عديم اللون له رائحة نفاذة تشبه رائحة الثوم، قابل للذوبان في الماء بشكل معتدل، ولكنه قابل للامتزاج مع معظم المذيبات العضوية القطبية. وهو انطباقي جزيء موجود عموما بمثابة مزيج راسيمي، وسلم المقابلات الضوئية . الإيبكلوروهيدرين هو مركب إلكتروفيلي شديد التفاعل ويستخدم في إنتاج غليسرول والبلاستيك وغراء الايبوكسي وراتنجات ومنظفات الايبوكسي والدائن.

## إنتاج
يتم تصنيع إبيكلوروهيدرين تقليديًا من كلوريد الأليل على مرحلتين ، بدءًا من إضافة حمض الهيبوكلوروز، والذي يوفر مزيجًا من كحولين أيزوميريين:
في الخطوة الثانية ، يتم معالجة هذا الخليط بالقاعدة لإعطاء الإيبوكسيد:
بهذه الطريقة، يتم إنتاج أكثر من 800000 طن (1997) من الابيكلوروهيدرين سنويًا.